# Dwarka

Dwarka – Dvarakadeesh-Tempel

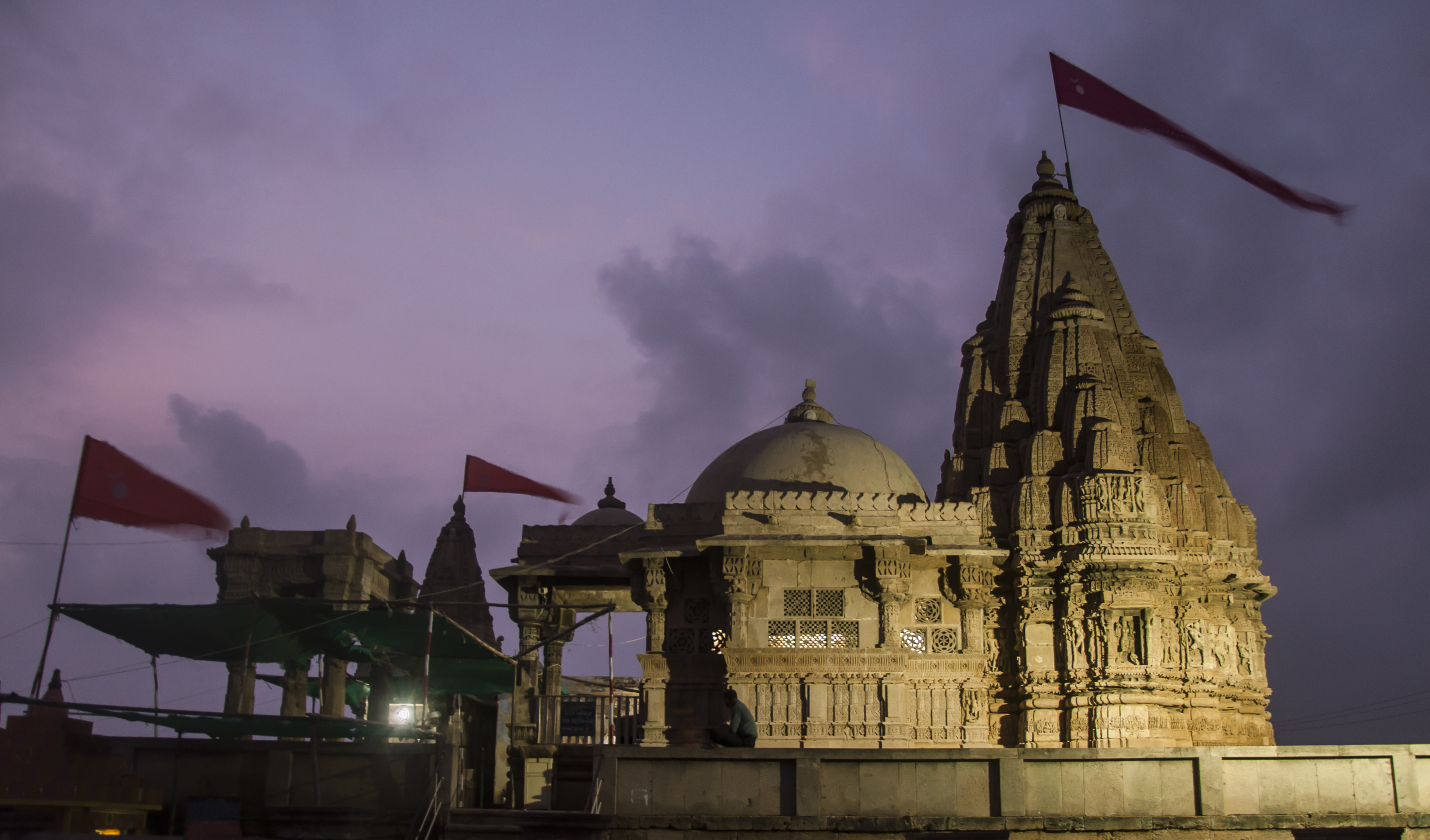
Dwarka – Rukmini-Tempel

Dwarka (Gujarati દ્વારકા; auch Dvaraka) ist eine Stadt an der Arabischen See an der Westspitze der Halbinsel Kathiawar im indischen Bundesstaat Gujarat. Die Stadt liegt im Distrikt Devbhumi Dwarka, der am 15. August 2013 aus dem Distrikt Jamnagar herausgelöst wurde. Dwarka gehört zu den sieben heiligen Städten des Hinduismus. In den hinduistischen religiösen Texten war Dwarka ein Aufenthaltsort des Gottes Krishna.

## Lage und Klima
Die Stadt Dwarka liegt an der Mündung des nur etwa 20 km langen Flusses Gomti in die Arabische See etwa 1325 km (Fahrtstrecke) südwestlich der indischen Hauptstadt Delhi bzw. ca. 440 km westlich der Stadt Ahmedabad in einer Höhe von etwa 7 m. Das Klima ist warm bis heiß; Regen (ca. 405 mm/Jahr) fällt fast nur in den sommerlichen Monsunmonaten.

## Bevölkerung
| Jahr      | 1991   | 2001   | 2011   |
| Einwohner | 27.824 | 33.626 | 38.873 |

Ca. 85 % der Einwohner sind Hindus, 14,5 % sind Moslems; der Rest verteilt sich auf andere Religionen (Sikhs, Jains, Buddhisten, Christen). Der Anteil der männlichen Bevölkerung liegt ca. 10 % über dem weiblichen, was – neben der in Indien häufiger praktizierten Abtreibung weiblicher Föten – auch an der hauptsächlichen Zuwanderung von männlichen Arbeitskräften liegt.

## Wirtschaft
Die Küsten- und Hochseefischerei spielen kaum noch eine Rolle. Viele Einwohner der Stadt leben direkt oder indirekt vom Pilgertourismus, der sich allmählich zu einem Urlaubs-Tourismus mit westlichen Einflüssen wandelt.

## Geschichte
Dwarka (= „Tor“) war ein Fischerort und eine Stadt des Handels mit anderen Städten an der Arabischen See; die ersten überlieferten Bewohner bzw. Herrscher waren die Yadava. Dwarka war später die Hauptstadt der Saurashtra-Region, die weitgehend identisch ist mit der heutigen Halbinsel Kathiawar. Gemäß den altindischen Texten zog Krishna nach der Tötung seines dämonischen (Halb-)Onkels Kamsa nach Dwarka, wo er ein Königreich beherrschte. Bereits um 500 v. Chr. wird der Dwarkadish-Tempel erwähnt, der jedoch im Zuge des islamischen Vordringens wiederholt beschädigt und im Jahr 1473 von den Truppen Mahmud Begadas zerstört wurde; erst im 16. Jahrhundert wurde er sukzessive wiederaufgebaut.

## Sehenswürdigkeiten
- Hauptattraktion der Stadt ist der Dvaraka-Tempel, der zu den vier Pilgertempeln des hinduistischen Pilgerweges Char Dham gehört. Er wurde im 16. Jahrhundert nach vorangegangenen Zerstörungen quasi neu erbaut. Er besteht aus einer viergeschossigen Vorhalle (mandapa) und einer Cella (garbhagriha) mit einem 76 m hohen Shikhara-Turm, dessen Spitze – wie üblich – von einem amalaka-Ringstein und einer kalasha-Vase eingenommen wird. Hier wird die Gottheit Dwarkadeesh verehrt, eine Abwandlung von Vishnus Vamana-Inkarnation Trivikrama.
- Bevor die Gläubigen den Tempel betreten, können sie sich an den Gomti-Ghats von ihren Sünden reinigen. Hier befinden sich zahlreiche Schreine zu Ehren der indischen Götter.

Umgebung
- Der im 12. Jahrhundert erbaute Rukmini-Devi-Tempel steht etwa 2 km nördlich der Stadt. Die weißgetünchte Kuppel über der Vorhalle (mandapa) ist jedoch neueren Datums.
- In den Küstenorten nördlich und südlich der Stadt stehen zahlreiche unscheinbare Tempel, die jedoch über ein hohes Alter (7.–9. Jahrhundert) verfügen.
- In Nageshwar, ca. 16 km nordöstlich von Dwarka, befindet sich eines der 12 Jyotirlinga-Heiligtümer Indiens.
- Ungefähr 35 km nördlich liegt die ca. 11 km² große Insel Bet Dwarka mit zahlreichen Tempeln und Stränden.